# Глазенап, Александр Григорьевич
Александр Григорьевич Глазенап (нем. Alexander von Glasenapp; 1793—1866) — русский военачальник немецкого происхождения, генерал-лейтенант (1847).

## Биография
Родился в 1793 году. Выходец из остзейского немецкого дворянского рода фон Глазенапов, занесённого в дворянские родословные книги Лифляндской губернии — сын сибирского генерал-губернатора генерал-лейтенанта Григория Ивановича Глазенапа (1751—1819). 
С 14 мая 1806 года — паж, с 13 сентября 1809 года — камер-паж. В 1810 году выпущен из Пажеского корпуса в прапорщики лейб-гвардии Семёновского полка.
Участвовал в Отечественной войне 1812 года и Заграничных походах 1813—1814 годов; с 23 сентября 1813 года — поручик. С 31 января 1816 года — адъютант генерал-лейтенанта А. Н. Бахметева, назначенного наместником Бессарабской области; с 29 сентября 1816 года — штабс-капитан, с 4 мая 1819 года — капитан, с 17 мая 1823 года — подполковник, с 22 февраля 1826 года — полковник.
С 1821 года служил в лейб-гвардии Измайловском полку. Участвовал в Русско-турецкой войне 1828—1829 годов, подавлении Польского восстания 1830—1831 годов.
За выслугу лет, получил 25 декабря 1833 года орден Святого Георгия 4-й степени (1833), 1 января 1834 года был произведён в генерал-майоры.
В 1837—1839 годах был командиром 2-й бригады 1-й драгунской дивизии, которая входила в состав 3-го резервного кавалерийского корпуса.
В 1839—1846 годах командовал 2-й бригадой 1-й лёгкой кавалерийской дивизии; 23 марта 1847 года был произведён в генерал-лейтенанты.
С 1847 года командовал 2-й лёгкой кавалерийской дивизией и принял участие Венгерском походе 1849 года; По неясным причинам в 1849 году был уволен со службы, после чего жил в Варшаве, Париже и в Америке.
Скончался 6 (18) апреля 1866 года.
Его сын Георгий (1849—1918), также воспитанник Пажеского корпуса, стал генерал-лейтенантом артиллерии.

## Награды
- орден Св. Анны 4-й ст. (15.09.1813)
- орден Св. Владимира 3-й ст. (1830)
- польский знак отличия за военное достоинство 3-й степени (1831)
- орден Св. Станислава 3-й ст. (29.06.1832)
- золотая шпага с надписью «За храбрость» (09.01.1833)
- орден Св. Георгия 4-й ст. (за выслугу; 25.12.1833)
- орден Св. Станислава 1-й ст. (03.10.1837)
- Знак отличия беспорочной службы за XX лет (1837)
- орден Св. Анны 1-й ст. (30.08.1839)